# Station Myslechovice
Železniční zastávka Myslechovice (Nederlands: Spoorweghalte Myslechovice, Duits vroeger: Mlchowitz) is een station in de Tsjechische stad Litovel, in het dorp Myslechovice. Het station ligt aan spoorlijn 273 (die van Červenka, via Litovel, Senice na Hané en Kostelec na Hané, naar Prostějov loopt). Het station is onder beheer van de SŽDC en wordt bediend door stoptreinen van de České dráhy. Naast het station Litovel zelf, liggen ook de stations Litovel, Litovel město en Litovel předměstí in de stad Litovel.
Červenka ↔ Červenka zastávka ↔ Litovel ↔ Litovel město ↔ Litovel předměstí ↔ Myslechovice ↔ Cholina ↔ Odrlice ↔ Senice na Hané zastávka ↔ Senice na Hané ↔ Náměšť na Hané ↔ Drahanovice ↔ Slatinice ↔ Třebčín ↔ Kaple ↔ Čelechovice na Hané ↔ Kostelec na Hané ↔ Prostějov místní nádraží ↔ Prostějov hlavní nádraží